# Fighting Tommy Riley
Fighting Tommy Riley est un film américain réalisé par Eddie O'Flaherty, sorti en 2005.

## Synopsis
Ce film raconte l'histoire de Tommy Riley et Marty Goldberg, un boxeur et son entraineur, lors de la préparation de Tommy à un combat de championnat. L'entrainement est rendu compliqué par les sentiments qu'éprouve Marty pour lui. Lorsqu'un promoteur réputé cherche à signer un contrat avec le boxeur, celui-ci hésite quitte à mettre en danger sa carrière prometteuse par loyauté envers son entraineur qui n'approuve pas cette possible association.

## Fiche technique
- Titre : Fighting Tommy Riley
- Réalisation : Eddie O'Flaherty
- Scénario : J. P. Davis
- Production : Eddie O'Flaherty et Bettina Tendler O'Mara
- Pays d'origine : États-Unis
- Genre : Drame
- Durée : 109 minutes
- Date de sortie : 2005

## Distribution
- J. P. Davis : Tommy Riley
- Eddie Jones : Marty Goldberg
- Christina Chambers : Stéphanie
- Diane Tayler : Diane Stone
- Paul Raci : Bob Silver